# Chris Killen (Fußballspieler)
Christopher John „Chris“ Killen (* 8. Oktober 1981 in Wellington) ist ein ehemaliger neuseeländischer Fußballspieler.

## Karriere
Killen begann seine Profikarriere bei Manchester City, wo er nur dreimal durch Einwechslungen zum Zuge kam. Er wurde in seiner Zeit bei den Citizens zu Wrexham und Port Vale ausgeliehen. 2002 unterschrieb er bei Oldham Athletic für £ 250.000. In 78 Ligapartien gelangen ihm 24 Treffer.
Im Januar 2006 ging Killen ablösefrei nach Schottland zu Hibernian. In seinem ersten Spiel konnte er bereits einen Treffer beim sensationellen 3:0 der Hibs gegen die Rangers aus Glasgow im auswärtigen Ibrox Stadium in der vierten Runde des Scottish FA Cups erzielen. Vier Tage später markierte er den ersten Treffer bei 7:0-Sieg gegen Livingston. Obwohl er erst im Januar gekommen war, hatte er am Saisonende bereits fünf Treffer auf seinem Konto. Auch beim 5:0 der Hibs gegen die lettische Mannschaft FC Dinaburg im UEFA Intertoto Cup an der Easter Road konnte er sich in die Torschützenliste eintragen.
Mit den Abgängen der Stürmer Garry O’Connor und Derek Riordan zu Saisonende 2005/06 wurde von Seiten der Verantwortlichen bei Hibernian von Killen erwartet noch mehr Verantwortung zu übernehmen.
Nach einer überragenden Saison wechselte Killen ablösefrei nach Glasgow zu Celtic.
Er spielt auf internationaler Bühne für die All Whites, die neuseeländische Nationalmannschaft. Seit seinem Debüt beim OFC Nationen-Pokal am 19. Juni 2000 gegen Tahit hat Killen in der Nationalmannschaft eine beeindruckende Trefferquote hingelegt, kam jedoch zunächst nur sporadisch zum Einsatz, bis er später regelmäßig eingesetzt wurde. 2008 wurde er gemeinsam mit Ryan Nelsen und Simon Elliott als einer von drei Spielern über der Altersgrenze in die Olympiaauswahl Neuseelands berufen, wo die Neuseeländer zum ersten Mal an einem olympischen Fußballturnier teilnahmen. In einem Vorbereitungsspiel zum Konföderationen-Pokal 2009 in Südafrika erzielte er zwei Tore gegen Weltmeister Italien. Im Turnier kam Killen dann in allen drei Partien Neuseelands zum Einsatz und spielte auch beim Playoff-Erfolg gegen Bahrain, mit dem sich Neuseeland für die WM qualifizierte, eine wichtige Rolle.
Auch bei der Weltmeisterschaft 2010 stand er im Kader von Nationaltrainer Ricki Herbert und kam in allen drei Spielen des Teams zum Einsatz.